# Tempo-Tone Records
Tempo-Tone Records war ein US-amerikanisches Blues-Plattenlabel, das 1948 gegründet wurde und bis 1949 bestand.
Das kurzlebige Label Tempo-Tone, für das lediglich ungefähr drei Aufnahmesessions und wohl zwei unbekannte weitere Sessions abgehalten wurden, gilt als legendär für die frühen Aufnahmen der bedeutendsten Musiker des  Chicagoer Nachkriegs-Blues, wie Muddy Waters und Little Walter am Beginn ihrer karrieren, sowie der Mitwirkung von Musikern wie Chicagoer Bluesszene wie Sunnyland Slim, Floyd Jones, Baby Face Leroy Foster und Jimmy Rogers.
Tempo-Tone wurde von Irving Taman (1920–1992) gegründet, der ein Restaurant namens  Irv’s Boulevard Lounge (301 North Sacramento Ecke Fulton Street) besaß. Um 1948/49 begann er das Unternehmen Tempo-Tone mit Musikern, die in seinem Lokal auftraten, wie der Pianist Sunnyland Slim im Oktober 1948, in dessen Band Muddy Waters, Little Walter, Floyd Jones und Baby Face Leroy Foster als Sänger spielten. 1976 reaktivierte Taman sein Label kurz für eine R&B-Aufnahme mit der Sängerin Blanche Jackson (Getting High on Love).

## Die Sessions
Die Sessions fanden im Universal Recording Studio, Chicago am 14. Mai 1949 statt.
| Aufnahmedaten          | Label-Nummer | Stücke                                                            | Künstler                                                                     | Besetzung, Begleitmusiker |
| ---------------------- | ------------ | ----------------------------------------------------------------- | ---------------------------------------------------------------------------- | --- |
| Chicago, 14. Mai 1949: | TT 1001      | Hard Times, School Days                                           | Floyd Jones Vocal with Sunny Land Slim and His Sunnyland Boys                | Sunnyland Slim (p); Floyd Jones (voc, eg); Muddy Waters (eg); Elga Edmonds (d)                                                    |
| Chicago, 14. Mai 1949: | TT 1002      | You Don't Have to Go (unveröffentlicht), I'm in Love with a Woman | Sunnyland Slim & His Sunnyland Boys                                          | Sunnyland Slim (p); Jimmy Rogers (voc, eg); Muddy Waters (eg); Elga Edmonds (d)                                                   |
| Chicago, 14. Mai 1949  | TT 1003      | Blue Baby, I Want My Baby                                         | Little Walter Vocal with Sunny Land Slim and Muddy Water (sic) Accompaniment | Sunnyland Slim (p); Little Walter (hca, voc); Muddy Waters (eg); Baby Face Leroy Foster (eg); Elga Edmonds (d); ensemble (voc -1) |
| Chicago, 14. Mai 1949  | TT 1004      | Red Headed Woman, Boll Weevil Blues                               | Sunnyland Slim & His Sunnyland Boys                                          | Sunnyland Slim (p); Baby Face Leroy Foster (eg, voc); Muddy Waters (eg); Elga Edmonds (d)                                         |
| Chicago, 14. Mai 1949  | TT 1005      | Frozen Ground, Down the Road                                      | Sunnyland Slim & His Sunnyland Boys                                          | Lonesome Sam (voc); Sunnyland Slim (p); Baby Face Leroy Foster (eg); Muddy Waters (eg); Elga Edmonds (d)                          |
| Chicago, 14. Mai 1949  | TT 1006      | (Titel unbekannt)                                                 | Bruce Heller Trio                                                            | (Musiker unbekannt) |